# Болдонова, Ксения Аполлоновна
Ксения Аполлоновна Болдонова — советский хозяйственный, государственный и политический деятель.

## Биография
Родилась в 1910 году в улусе Закулей. Член ВКП(б) с 1945 года.
С 1929 года — на хозяйственной, общественной и политической работе. В 1929—1969 гг. — колхозница, учётчик, заведующая конефермой, председатель колхоза «Унгинский скотовод» Нукутского района Усть-Ордынского Бурят-Монгольского округа Иркутской области.
Избиралась депутатом Совета Национальностей Верховного Совета СССР 2-го и 3-го созывов от Усть-Ордынского Бурят-Монгольского автономного округа.